# UY Scuti
UY Scuti (Bd-0155-55) là một ngôi sao cực siêu khổng lồ đỏ nằm trong chòm sao Thuẫn Bài (Scutum). Đây là ngôi sao lớn nhất mà nhân loại từng tìm thấy được (hiện đứng thứ hai) (chỉ sau Stephenson 2-18) với đường kính lớn nhất từng được biết đến (trước đó là VY Canis Majoris) đồng thời là một trong những ngôi sao sáng nhất.
Khoảng cách từ Trái Đất tới UY Scuti vào khoảng 1,8 kpc (khoảng 5900 năm ánh sáng).

## Phát hiện
Năm 1860, UY Scuti lần đầu tiên được xếp vào cataloge thiên văn bởi các nhà thiên văn học Đức tại Đài quan sát Bonn trong cuộc khảo sát bầu trời sao để bổ sung cho cuốn Bonner Durchmusterung Stellar Catalogue. Nó được đặt tên BD -12 5055, ngôi sao thứ 5055 giữa 12 ° S và 13 ° S kể từ 0 h xích kinh.

## Kích thước
UY Scuti là một siêu sao đỏ bao phủ bụi, được phân loại là một biến bán nguyệt với thời gian dao động xấp xỉ 740 ngày.
Vào mùa hè năm 2012, các nhà thiên văn học làm việc tại Kính thiên văn rất lớn (VLT) trên hoang mạc Atacama ở Chile đã sử dụng giao thoa kế AMBER đo các thông số của ba ngôi sao siêu đỏ gần khu vực Trung tâm Thiên hà Milky Way là: UY Scuti, AH Scorpii và KW Sagittarii. Kết quả cho thấy cả ba ngôi sao đều lớn hơn Mặt trời hơn 1.000 lần và sáng hơn Mặt trời hơn 100.000 lần. Kích thước của các ngôi sao được tính bằng bán kính Rosseland, vị trí tại đó độ sâu quang học là 2⁄3,  với khoảng cách được đo đạc từ các kết quả trước đó. UY Scuti được phát hiện là lớn nhất và sáng nhất trong ba ngôi sao được đo, ở mức 1.708 ± 192 R☉ (bán kinh Mặt Trời) (1.188 × 109 ± 134.000.000 km; 7.94 ± 0.89 AU) dựa trên đường kính góc 5,48 ± 0,10 mas và giả định khoảng cách 2,9 ± 0,317 kiloparsecs (kpc) (khoảng 9.500 ± 1.030 năm ánh sáng) ban đầu được bắt nguồn từ năm 1970 dựa trên mô hình phổ của UY Scuti.  Độ sáng sau đó được tính là 340.000 L☉ ở nhiệt độ hiệu dụng 3.365 ± 134 K, cho khối lượng ban đầu là 25 M☉ (có thể lên tới 40 M☉ đối với một ngôi sao không quay).
Các phép đo trực tiếp thị sai của UY Scuti bằng Bản phát hành dữ liệu Gaia 2 gần đây đã đưa ra mức thị sai là 0,6433 ± 0,1059 mas, mang lại khoảng cách thấp hơn nhiều khoảng 1,55 kiloparsecs (5.100 ly), và do đó giá trị độ sáng và bán kính thấp hơn nhiều. Theo phép đo này, độ sáng của UY Scuti là 87,000 L☉ và bán kính của nó là 755 R☉.

## Khối lượng
Khối lượng của UY Scuti không được xác định chính xác, bởi vì nó không có ngôi sao đồng hành có thể nhìn thấy được để đo đạc khối lượng thông qua phương pháp giao thoa hấp dẫn.
Tuy nhiên, UY Scuti được dự kiến có khối lượng bằng 7 đến 10 Mặt Trời.
Khi nằm trong chòm sao Thuẫn Bãi (Scutum), UY Scuti là một siêu sao khổng lồ hiếm hoi có khả năng tỏa sáng rực rỡ theo chu kỳ. Tuy nhiên, khối lượng sao mất dần đi theo thời gian bởi các cơn gió sao và bức xạ càn quét khốc liệt.
Khối lượng của UY Scuti đang bị mất do bức xạ ở mức 5,8 × 10−5 khối lượng Mặt Trời mỗi năm.
Bề mặt của ngôi sao này chứa nhiều hạt ánh sáng, hoặc photon nhưng có xu hướng thoát ra khỏi bề mặt theo chu kỳ.
Mặc dù UY Scuti có thể là ngôi sao sở hữu kích thước lớn nhất phần vũ trụ quan sát được nhưng không đứng đầu về khối lượng. Nhà vô địch xét theo khối lượng trong vũ trụ là ngôi sao R136a1, nằm trong Đám mây Magellan lớn, cách Trái Đất 165.000 năm ánh sáng.

## Mật độ phân tử
UY Scuti có mật độ phân tử khí là 7×10⁻⁶ kg/m³, tức kém đặc hơn một tỷ lần so với nước. Về lý thuyết, nếu có thể đặt trong một bể nước đủ lớn, ngôi sao này sẽ nổi lên, tương tự như Sao Thổ.

## Số phận
UY Scuti là một ngôi sao đang chết, nhiên liệu hydro của nó đã cạn kiệt và lớp vỏ ngoài ngôi sao nở ra ngày một mãnh liệt, trong khi lực hấp dẫn lại nén mạnh vật chất vào lõi ngôi sao. Hậu quả của sự giằng co này sẽ là một vụ nổ kết thúc cuộc đời ngôi sao (vụ nổ siêu tân tinh).
Dự đoán UY Scuti có thể sẽ trở thành một siêu tân tinh vào năm 2900 (dung sai 300 năm). Vụ nổ được coi là rực rỡ nhất thiên hà Milky Way và năng lượng của vụ nổ đủ soi sáng bầu trời đêm ở Trái Đất. Nếu Trái Đất nằm trong đường đi của chùm tia bức xạ của vụ nổ, sự sống chắc chắn sẽ bị quét sạch khỏi hành tinh.

## So sánh kích thước
So sánh kích thước từ các hành tinh trong hệ Mặt Trời và các ngôi sao lân cận lần lượt theo kích thước tăng dần đến UY Scuti:

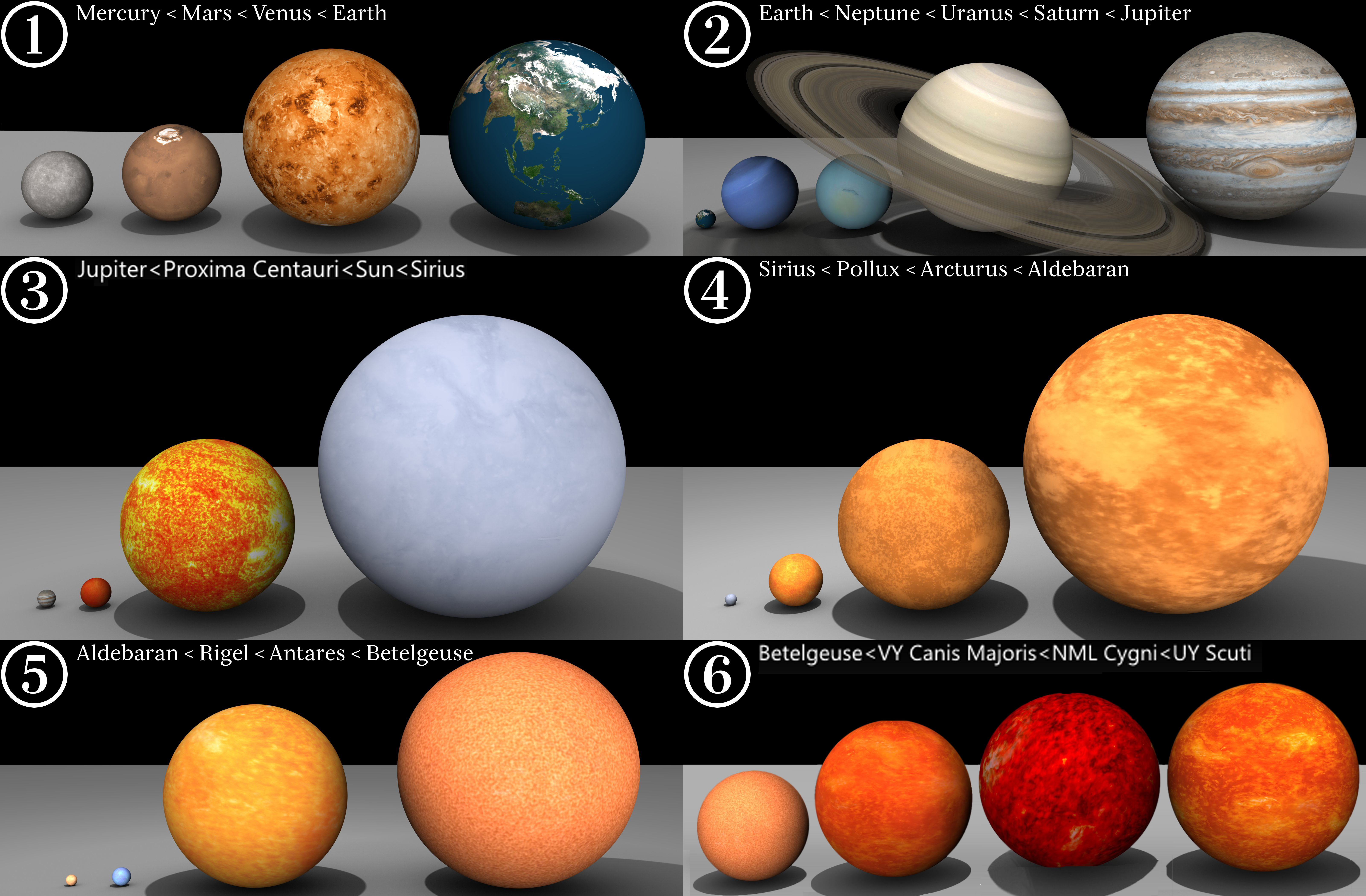
So sánh kích thước các hành tinh trong hệ Mặt Trời và các ngôi sao lân cận đến UY Scuti

1. Sao Thủy < Sao Hỏa < Sao Kim = Trái Đất.
2. Trái Đất < Sao Hải Vương < Sao Thiên Vương < Sao Thổ < Sao Mộc.
3. Sao Mộc < Wolf 359 < Mặt Trời < Sirius.
4. Sirius < Pollux < Arcturus < Aldebaran.
5. Aldebaran < Rigel < Antares < Betelgeuse.
6. Betelgeuse < Mu Cephei < VV Cephei < VY Canis Majoris < UY Scuti.